# Tom Dumont
Thomas Martin Dumont (* 11. ledna 1968) je americký kytarista a producent. Dumont je členem ska kapely No Doubt. Během přestávky kapely začal Invincible Overlord jako svůj vedlejší projekt. Kapela vydala pouze jediné album s názvem The Living Album. Jako producent se podílel například na albu Songs We Sing (2005) od Matta Costy. Hraje převážně na kytary značky Hamer Guitars. Dumont byl ovlivněn heavymetalovými kapelami jako Iron Maiden, Judas Priest a Kiss.